# Liga de Fútbol de la República Checa
La Liga Checa de Fútbol, llamada Chance Liga por razones de patrocinio, es la liga profesional y primera división de clubes de fútbol en la República Checa. Es la máxima competición del sistema de ligas de fútbol checo y es disputada por 16 clubes, que opera un sistema de ascensos y descensos con la Druhá Liga. La temporada comienza en agosto y se extiende hasta el mes de mayo del año siguiente, con equipos que juegan 30 partidos cada uno. El campeón logra clasificarse para la Liga de Campeones de la UEFA y los dos últimos clasificados descienden a la segunda división.
Comercialmente la liga ha adoptado los nombres de Gambrinus Liga desde 1993 a 2014, Synot Liga en la temporadas 2014-15 y 2015-16 por el patrocinio de la cerveza Synot, ePojisteni.cz Liga en la temporada 2016-17, HET Liga en 2017.18 y Fortuna Liga desde la temporada 2018-19.
La liga está actualmente en el puesto 14.º en Europa en el ranking de la UEFA.

## Historia
La Liga Checa se empieza a disputar desde 1993, tras la disolución de Checoslovaquia y es la sucesora natural de la Primera División de Checoslovaquia. El AC Sparta Praga es el equipo más exitoso en la historia de la Liga Checa con trece títulos a su haber, seguido por el SK Slavia Praga y el FC Viktoria Plzeň con cinco, el FC Slovan Liberec con tres y el FC Baník Ostrava con uno.

## Formato
Actualmente el sistema de competición es de un formato de liga, con 16 equipos, que se enfrentan entre sí, a doble vuelta. Una vez finalizado el campeonato, el primer clasificado (el equipo campeón) se adjudica una plaza para la Liga de Campeones de la UEFA, al igual que el segundo clasificado, ambos acceden a la tercera ronda previa. El tercer y cuarto lugar ostentan una plaza en la UEFA Europa League.
Los dos últimos descienden a la Segunda División Checa.

## Temporada 2025–26
| Club                 | Ciudad             | Estadio                                     | Capacidad |
| -------------------- | ------------------ | ------------------------------------------- | --------- |
| Bohemians Praga 1905 | Praga              | Ďolíček                                     | 5,000     |
| FK Dukla Praga       | Praga              | Stadion Juliska                             | 18,800    |
| FC Hradec Králové    | Hradec Králové     | Malšovická aréna                            | 9,300     |
| FK Jablonec          | Jablonec nad Nisou | Stadion Střelnice                           | 6,108     |
| MFK Karviná          | Karviná            | Městský stadion (Karviná)                   | 4,833     |
| FC Slovan Liberec    | Liberec            | Stadion u Nisy                              | 9,900     |
| FK Mladá Boleslav    | Mladá Boleslav     | Městský stadion (Mladá Boleslav)            | 5,000     |
| SK Sigma Olomouc     | Olomouc            | Andrův stadion                              | 12,483    |
| FC Baník Ostrava     | Ostrava            | Městský stadion (Ostrava)                   | 15,123    |
| FC Viktoria Plzeň    | Plzeň              | Doosan Arena                                | 11,700    |
| SK Slavia Praga      | Praga              | Fortuna Arena                               | 19,370    |
| 1. FC Slovácko       | Uherské Hradiště   | Městský fotbalový stadion Miroslava Valenty | 8,000     |
| AC Sparta Praga      | Praga              | Generali Česká pojišťovna Arena             | 18,944    |
| FK Teplice           | Teplice            | Na Stínadlech                               | 18,221    |
| FK Pardubice         | Pardubice          | Ďolíček (Praga)                             | 5,000     |
| FC Zlín              | Zlín               | Letná Stadion (Zlín)                        | 5,898     |

## Palmarés
- Para campeones anteriores a 1994 véase Primera División de Checoslovaquia.

| Temporada | Campeón           | Subcampeón         | Tercero               | Máximo goleador          | Club                            | Goles |
| --------- | ----------------- | ------------------ | --------------------- | ------------------------ | ------------------------------- | ----- |
| 1993-94   | AC Sparta Praga   | SK Slavia Praga    | FC Baník Ostrava      | Horst Siegl              | AC Sparta Praga                 | 20    |
| 1994-95   | AC Sparta Praga   | SK Slavia Praga    | Boby Brno             | Radek Drulák             | FC Petra Drnovice               | 15    |
| 1995-96   | SK Slavia Praga   | SK Sigma Olomouc   | FK Jablonec nad Nisou | Radek Drulák             | FC Petra Drnovice               | 22    |
| 1996-97   | AC Sparta Praga   | SK Slavia Praga    | FK Jablonec nad Nisou | Horst Siegl              | AC Sparta Praga                 | 19    |
| 1997-98   | AC Sparta Praga   | SK Slavia Praga    | SK Sigma Olomouc      | Horst Siegl              | AC Sparta Praga                 | 13    |
| 1998-99   | AC Sparta Praga   | FK Teplice         | SK Slavia Praga       | Horst Siegl              | AC Sparta Praga                 | 18    |
| 1999-00   | AC Sparta Praga   | SK Slavia Praga    | FK Drnovice           | Vratislav Lokvenc        | AC Sparta Praga                 | 21    |
| 2000-01   | AC Sparta Praga   | SK Slavia Praga    | SK Sigma Olomouc      | Vítězslav Tuma           | FK Drnovice                     | 15    |
| 2001-02   | FC Slovan Liberec | AC Sparta Praga    | FK Viktoria Žižkov    | Jiří Štajner             | FC Slovan Liberec               | 15    |
| 2002-03   | AC Sparta Praga   | SK Slavia Praga    | FK Viktoria Žižkov    | Jiří Kowalík             | 1. FC Synot                     | 16    |
| 2003-04   | FC Baník Ostrava  | AC Sparta Praga    | SK Sigma Olomouc      | Marek Heinz              | FC Baník Ostrava                | 19    |
| 2004-05   | AC Sparta Praga   | SK Slavia Praga    | FK Teplice            | Tomáš Jun                | AC Sparta Praga                 | 14    |
| 2005-06   | FC Slovan Liberec | FK Mladá Boleslav  | SK Slavia Praga       | Milan Ivana              | 1. FC Slovácko                  | 11    |
| 2006-07   | AC Sparta Praga   | SK Slavia Praga    | FK Mladá Boleslav     | Luboš Pecka              | FK Mladá Boleslav               | 16    |
| 2007-08   | SK Slavia Praga   | AC Sparta Praga    | FK Mladá Boleslav     | Václav Svěrkoš           | FC Baník Ostrava                | 15    |
| 2008-09   | SK Slavia Praga   | AC Sparta Praga    | FC Slovan Liberec     | Andrej Kerić             | FC Slovan Liberec               | 15    |
| 2009-10   | AC Sparta Praga   | FK Baumit Jablonec | FK Mladá Boleslav     | Michal Ordoš             | SK Sigma Olomouc                | 12    |
| 2010-11   | FC Viktoria Plzeň | AC Sparta Praga    | FK Baumit Jablonec    | David Lafata             | FK Baumit Jablonec              | 19    |
| 2011-12   | FC Slovan Liberec | AC Sparta Praga    | FC Viktoria Plzeň     | David Lafata             | FK Baumit Jablonec              | 25    |
| 2012-13   | FC Viktoria Plzeň | AC Sparta Praga    | FC Slovan Liberec     | David Lafata             | AC Sparta Praga                 | 20    |
| 2013-14   | AC Sparta Praga   | FC Viktoria Plzeň  | FK Mladá Boleslav     | Josef Hušbauer           | AC Sparta Praga                 | 18    |
| 2014-15   | FC Viktoria Plzeň | AC Sparta Praga    | FK Jablonec           | David Lafata             | AC Sparta Praga                 | 20    |
| 2015-16   | FC Viktoria Plzeň | AC Sparta Praga    | FC Slovan Liberec     | David Lafata             | AC Sparta Praga                 | 20    |
| 2016-17   | SK Slavia Praga   | FC Viktoria Plzeň  | AC Sparta Praga       | Milan Škoda David Lafata | SK Slavia Praga AC Sparta Praga | 15    |
| 2017-18   | FC Viktoria Plzeň | SK Slavia Praga    | FK Jablonec           | Michal Krmenčík          | FC Viktoria Plzeň               | 16    |
| 2018-19   | SK Slavia Praga   | FC Viktoria Plzeň  | AC Sparta Praga       | Nikolay Komlichenko      | FK Mladá Boleslav               | 27    |
| 2019-20   | SK Slavia Praga   | FC Viktoria Plzeň  | AC Sparta Praga       | Petar Musa Libor Kozák   | SK Slavia Praga AC Sparta Praga | 14    |
| 2020-21   | SK Slavia Praga   | AC Sparta Praga    | FK Jablonec           | Jan Kuchta Adam Hložek   | SK Slavia Praga AC Sparta Praga | 15    |
| 2021-22   | FC Viktoria Plzeň | SK Slavia Praga    | AC Sparta Praga       | Jean-David Beauguel      | FC Viktoria Plzeň               | 19    |
| 2022-23   | AC Sparta Praga   | SK Slavia Praga    | FC Viktoria Plzeň     | Václav Jurečka           | SK Slavia Praga                 | 20    |
| 2023-24   | AC Sparta Praga   | SK Slavia Praga    | FC Viktoria Plzeň     | Bandera de ?             |                                 | -     |
| 2024-25   | SK Slavia Praga   | FC Viktoria Plzeň  | FC Baník Ostrava      | Jan Kliment              | SK Sigma Olomouc                | 18    |

## Títulos por club
| Club                          | Títulos | Subtítulos | Tercero | Años de los campeonatos                                                            |
| ----------------------------- | ------- | ---------- | ------- | ---------------------------------------------------------------------------------- |
| AC Sparta Praga               | 14      | 10         | 3       | 1994, 1995, 1997, 1998, 1999, 2000, 2001, 2003, 2005, 2007, 2010, 2014, 2023, 2024 |
| SK Slavia Praga               | 8       | 14         | 2       | 1996, 2008, 2009, 2017, 2019, 2020, 2021, 2025                                     |
| FC Viktoria Plzeň             | 6       | 5          | 2       | 2011, 2013, 2015, 2016, 2018, 2022                                                 |
| FC Slovan Liberec             | 3       | -          | 3       | 2002, 2006, 2012                                                                   |
| FC Baník Ostrava              | 1       | -          | 2       | 2004                                                                               |
| FK Jablonec                   | -       | 1          | 6       | -----                                                                              |
| FK Mladá Boleslav             | -       | 1          | 4       | -----                                                                              |
| SK Sigma Olomouc              | -       | 1          | 3       | -----                                                                              |
| FK Teplice                    | -       | 1          | 1       | -----                                                                              |
| FK Viktoria Žižkov            | -       | -          | 2       | -----                                                                              |
| FC Zbrojovka Brno (Boby Brno) | -       | -          | 1       | -----                                                                              |
| FK Drnovice †                 | -       | -          | 1       | -----                                                                              |

- † Equipo desaparecido.

## Clasificación histórica
- Tabla actualizada desde su inicio en la temporada 1993-94 a la finalización de la temporada 2022-23 (30 campeonatos).
- Tres clubes han participado en las 30 temporadas de la liga, ellos son el AC Sparta Praga, SK Slavia Praga y FC Slovan Liberec. En Negrita los participantes de la temporada 2023-24.

|    | Club                             | T  | P   | G   | E   | P   | GF   | GA   | GD   | Pts  | Actualidad                           |
| -- | -------------------------------- | -- | --- | --- | --- | --- | ---- | ---- | ---- | ---- | ------------------------------------ |
| 1  | AC Sparta Prague                 | 30 | 924 | 575 | 195 | 154 | 1748 | 773  | 975  | 1902 | Primer nivel                         |
| 2  | SK Slavia Prague                 | 30 | 924 | 503 | 236 | 185 | 1605 | 835  | 770  | 1729 | Primer nivel                         |
| 3  | FC Slovan Liberec                | 30 | 921 | 394 | 252 | 275 | 1231 | 1007 | 224  | 1423 | Primer nivel                         |
| 4  | FC Viktoria Plzeň                | 26 | 804 | 392 | 190 | 222 | 1224 | 875  | 349  | 1354 | Primer nivel                         |
| 5  | FK Jablonec                      | 29 | 894 | 348 | 253 | 293 | 1203 | 1063 | 140  | 1297 | Primer nivel                         |
| 6  | SK Sigma Olomouc                 | 28 | 858 | 325 | 244 | 289 | 1096 | 997  | 99   | 1205 | Primer nivel                         |
| 7  | FC Baník Ostrava                 | 29 | 895 | 309 | 262 | 324 | 1175 | 1140 | 35   | 1175 | Primer nivel                         |
| 8  | FK Teplice                       | 27 | 829 | 293 | 237 | 299 | 1024 | 1052 | −28  | 1116 | Primer nivel                         |
| 9  | FC Zbrojovka Brno                | 26 | 789 | 255 | 206 | 328 | 914  | 1069 | −155 | 961  | Segundo nivel                        |
| 10 | FK Mladá Boleslav                | 19 | 590 | 237 | 155 | 198 | 880  | 775  | 105  | 866  | Primer nivel                         |
| 11 | 1. FC Slovácko                   | 21 | 651 | 226 | 171 | 254 | 762  | 807  | −45  | 849  | Primer nivel                         |
| 12 | SK Dynamo České Budějovice       | 22 | 670 | 193 | 182 | 295 | 711  | 1004 | −293 | 750  | Primer nivel                         |
| 13 | FK Viagem Příbram                | 22 | 672 | 191 | 172 | 309 | 697  | 986  | −289 | 745  | Segundo nivel                        |
| 14 | Bohemians 1905                   | 21 | 653 | 186 | 185 | 282 | 681  | 910  | −229 | 735  | Primer nivel                         |
| 15 | FC Trinity Zlín                  | 18 | 561 | 157 | 152 | 252 | 554  | 790  | −236 | 613  | Primer nivel                         |
| 16 | FK Viktoria Žižkov               | 14 | 420 | 144 | 106 | 170 | 478  | 539  | −61  | 526  | Segundo nivel                        |
| 17 | FC Hradec Králové                | 16 | 489 | 128 | 133 | 228 | 457  | 699  | −242 | 508  | Primer nivel                         |
| 18 | FK Drnovice                      | 10 | 300 | 114 | 67  | 119 | 392  | 398  | −6   | 396  | Desapareció en 2006                  |
| 19 | SFC Opava                        | 11 | 342 | 83  | 89  | 170 | 347  | 532  | −185 | 338  | Segundo nivel                        |
| 20 | FK Dukla Prague                  | 9  | 275 | 77  | 76  | 122 | 325  | 420  | −95  | 306  | Segundo nivel                        |
| 21 | FK Chmel Blšany                  | 8  | 240 | 67  | 63  | 110 | 255  | 350  | −95  | 264  | Desapareció en 2016                  |
| 22 | FC Vysočina Jihlava              | 7  | 210 | 55  | 61  | 94  | 221  | 315  | −94  | 226  | Segundo nivel                        |
| 23 | MFK Karviná                      | 6  | 197 | 42  | 55  | 100 | 208  | 305  | −97  | 181  | Primer nivel                         |
| 24 | FK Pardubice                     | 3  | 104 | 35  | 21  | 48  | 121  | 173  | −52  | 126  | Primer nivel                         |
| 25 | SK Kladno                        | 4  | 120 | 28  | 30  | 62  | 99   | 173  | −74  | 114  | Cuarto nivel                         |
| 26 | FC Union Cheb                    | 3  | 90  | 29  | 26  | 35  | 95   | 121  | −26  | 100  | Cuarto nivel                         |
| 27 | FK SIAD Most                     | 3  | 90  | 19  | 30  | 41  | 96   | 140  | −44  | 87   | Desapareció en 2016                  |
| 28 | FK Bohemians Praga               | 2  | 60  | 14  | 8   | 38  | 60   | 111  | −51  | 50   | Desapareció en 2016                  |
| 29 | FC Karviná                       | 2  | 60  | 12  | 12  | 36  | 53   | 105  | −52  | 48   | Fusionado con el MFK Karviná en 2008 |
| 30 | 1. SC Znojmo FK                  | 1  | 30  | 6   | 9   | 15  | 32   | 49   | −17  | 27   | Tercer nivel                         |
| 31 | FK Ústí nad Labem                | 1  | 30  | 4   | 7   | 19  | 22   | 67   | −45  | 19   | Tercer nivel                         |
| 32 | Slovácká Slavia Uherské Hradiště | 1  | 30  | 3   | 8   | 19  | 19   | 65   | −46  | 17   | Fusionado con el Slovácko en 2000    |
| 33 | MFK Vítkovice                    | 1  | 30  | 3   | 7   | 20  | 22   | 64   | −42  | 13   | Cuarto nivel                         |
| 34 | FK Švarc Benešov                 | 1  | 30  | 3   | 3   | 24  | 23   | 78   | −55  | 12   | Cuarto nivel                         |
| 35 | AFK Atlantic Lázně Bohdaneč      | 1  | 30  | 2   | 5   | 23  | 18   | 61   | −43  | 11   | Desapareció en 2000                  |

- Las deducciones de puntos no cuentan dentro de la clasificación histórica (2004–05: 1. FC Slovácko −12, SFC Opava −6, Slovan Liberec −6; 2009–10: Bohemians Praha (Střížkov) −15; 2011–12: Sigma Olomouc −9).
- En la temporada 1993–94 se otorgaron dos puntos por victoria.

## Estadísticas jugadores
- Actualizado al 1 de junio de 2023. Estadísticas desde 1993.

### Partidos disputados
| # | Nombre          | Partidos | Años activo | Clubes |
| - | --------------- | -------- | ----------- | --- |
| 1 | Milan Petržela  | 479      | 2003–       | 1. FC Slovácko, FK Jablonec, AC Sparta Praga, FC Viktoria Plzeň                                            |
| 3 | Stanislav Vlček | 436      | 1993–2012   | Bohemians 1905, SK Dynamo České Budějovice, SK Sigma Olomouc, SK Slavia Praga                              |
| 4 | Martin Vaniak   | 432      | 1993–2011   | SK Sigma Olomouc, FK Drnovice, FK Baník Most, SK Slavia Praga                                              |
| 4 | Rudolf Otepka   | 432      | 1996–2012   | FC Fastav Zlín, 1. FK Příbram, FK Drnovice, FC Baník Ostrava, SK Sigma Olomouc, SK Dynamo České Budějovice |
| 6 | Pavel Horváth   | 426      | 1993–2015   | AC Sparta Praga, FK Jablonec, SK Slavia Praga, FK Teplice, FC Viktoria Plzeň                               |
| 8 | David Lafata    | 418      | 1999–2018   | SK Dynamo České Budějovice, FK Jablonec, AC Sparta Praga                                                   |
| 9 | Libor Došek     | 407      | 1998–2016   | FC Zbrojovka Brno, FK Chmel Blšany, FC Slovan Liberec, AC Sparta Praga, FK Teplice, 1. FC Slovácko         |

### Partidos disputados (jugadores foráneos)
| #  | Nombre           | Partidos | Años activo | Clubes                                                              |
| -- | ---------------- | -------- | ----------- | ------------------------------------------------------------------- |
| 1  | Admir Ljevaković | 306      | 2007–2022   | FK Teplice                                                          |
| 2  | Karol Kisel      | 279      | 2000–2013   | Bohemians 1905, FC Slovan Liberec, AC Sparta Praga, SK Slavia Praga |
| 4  | Matúš Kozáčik    | 242      | 2003–2019   | SK Slavia Praga, AC Sparta Prague, FC Viktoria Plzeň                |
| 5  | Marek Bakoš      | 217      | 2009–2019   | FC Viktoria Plzeň, FC Slovan Liberec                                |
| 6  | Alexandre Mendy  | 207      | 2003–2011   | 1. FK Příbram, FK Baník Most, FK Mladá Boleslav                     |
| 7  | Aidin Mahmutović | 206      | 2008–2016   | FK Teplice, FC Viktoria Plzeň, SK Sigma Olomouc, 1. FK Příbram      |
| 8  | Daniel Rossi     | 205      | 2007–2016   | SK Sigma Olomouc, FK Jablonec                                       |
| 10 | Kennedy Chihuri  | 200      | 1996–2004   | SK Slavia Praga, FK Viktoria Žižkov                                 |

### Goles convertidos
| # | Nombre          | Goles | Años activo | Clubes |
| - | --------------- | ----- | ----------- | --- |
| 1 | David Lafata    | 198   | 1999–2018   | SK Dynamo České Budějovice, FK Jablonec, AC Sparta Praga                                                                                   |
| 2 | Horst Siegl     | 134   | 1993–2006   | AC Sparta Praga, 1. FK Příbram, FC Viktoria Plzeň, FK Baník Most                                                                           |
| 3 | Libor Došek     | 125   | 1998–2016   | FC Zbrojovka Brno, FK Chmel Blšany, FC Slovan Liberec, AC Sparta Praga, FK Teplice, 1. FC Slovácko                                         |
| 4 | Milan Škoda     | 104   | 2007–       | Bohemians 1905, SK Slavia Praga, FK Mladá Boleslav                                                                                         |
| 6 | Stanislav Vlček | 94    | 1993–2012   | Bohemians 1905, SK Dynamo České Budějovice, SK Sigma Olomouc, SK Slavia Praga                                                              |
| 7 | Luděk Zelenka   | 92    | 1995–2009   | FK Jablonec, FK Viktoria Žižkov, SK Slavia Praga, FK Teplice, FK Chmel Blšany, FC Zbrojovka Brno, Bohemians 1905                           |
| 8 | Marek Kulič     | 88    | 1998–2014   | AFK Atlantic Lázně Bohdaneč, FK Drnovice, 1. FK Příbram, SK Dynamo České Budějovice, FK Mladá Boleslav, AC Sparta Praga, FC Hradec Králové |

### Goles convertidos (jugadores foráneos)
| #  | Nombre              | Goles | Años activo | Clubes                                                              |
| -- | ------------------- | ----- | ----------- | ------------------------------------------------------------------- |
| 1  | Aidin Mahmutović    | 70    | 2008–2016   | FK Teplice, FC Viktoria Plzeň, SK Sigma Olomouc, 1. FK Příbram      |
| 2  | Marek Bakoš         | 67    | 2009–2019   | FC Viktoria Plzeň, FC Slovan Liberec                                |
| 3  | Jean-David Beauguel | 66    | 2014–2022   | FK Dukla Prague, FC Fastav Zlín, FC Viktoria Plzeň                  |
| 4  | Karol Kisel         | 49    | 2000–2013   | Bohemians 1905, FC Slovan Liberec, AC Sparta Praga, SK Slavia Praga |
| 5  | Nikolay Komlichenko | 46    | 2016–2019   | FC Slovan Liberec, FK Mladá Boleslav                                |
| 6  | Muris Mešanović     | 44    | 2012–2019   | FC Vysočina Jihlava, SK Slavia Praga, FK Mladá Boleslav             |
| 8  | Michal Ďuriš        | 38    | 2010–2016   | FC Viktoria Plzeň, FK Mladá Boleslav                                |
| 10 | Andrej Kerić        | 36    | 2008–2013   | FC Slovan Liberec, AC Sparta Praga, FK Teplice                      |

## Sistema de Liga
El siguiente diagrama muestra el sistema actual de ligas en el fútbol checo.
| Nivel | Nivel | Liga                                            | Liga                                            | Liga                                            | Liga                                            | Liga                                            | Liga                                            | Liga                                             | Liga                                             | Liga                                             | Liga                                             | Liga                                             | Liga                                             | Liga                                             | Liga                                             | Liga                                             | Liga                                             | Liga                                             | Liga                                             |
| ----- | ----- | ----------------------------------------------- | ----------------------------------------------- | ----------------------------------------------- | ----------------------------------------------- | ----------------------------------------------- | ----------------------------------------------- | ------------------------------------------------ | ------------------------------------------------ | ------------------------------------------------ | ------------------------------------------------ | ------------------------------------------------ | ------------------------------------------------ | ------------------------------------------------ | ------------------------------------------------ | ------------------------------------------------ | ------------------------------------------------ | ------------------------------------------------ | ------------------------------------------------ |
| 1°    | 1°    | Liga de Fútbol de la República Checa 16 equipos | Liga de Fútbol de la República Checa 16 equipos | Liga de Fútbol de la República Checa 16 equipos | Liga de Fútbol de la República Checa 16 equipos | Liga de Fútbol de la República Checa 16 equipos | Liga de Fútbol de la República Checa 16 equipos | Liga de Fútbol de la República Checa 16 equipos  | Liga de Fútbol de la República Checa 16 equipos  | Liga de Fútbol de la República Checa 16 equipos  | Liga de Fútbol de la República Checa 16 equipos  | Liga de Fútbol de la República Checa 16 equipos  | Liga de Fútbol de la República Checa 16 equipos  | Liga de Fútbol de la República Checa 16 equipos  | Liga de Fútbol de la República Checa 16 equipos  | Liga de Fútbol de la República Checa 16 equipos  | Liga de Fútbol de la República Checa 16 equipos  | Liga de Fútbol de la República Checa 16 equipos  | Liga de Fútbol de la República Checa 16 equipos  |
| 2°    | 2°    | Liga Nacional de Fútbol 16 equipos              | Liga Nacional de Fútbol 16 equipos              | Liga Nacional de Fútbol 16 equipos              | Liga Nacional de Fútbol 16 equipos              | Liga Nacional de Fútbol 16 equipos              | Liga Nacional de Fútbol 16 equipos              | Liga Nacional de Fútbol 16 equipos               | Liga Nacional de Fútbol 16 equipos               | Liga Nacional de Fútbol 16 equipos               | Liga Nacional de Fútbol 16 equipos               | Liga Nacional de Fútbol 16 equipos               | Liga Nacional de Fútbol 16 equipos               | Liga Nacional de Fútbol 16 equipos               | Liga Nacional de Fútbol 16 equipos               | Liga Nacional de Fútbol 16 equipos               | Liga Nacional de Fútbol 16 equipos               | Liga Nacional de Fútbol 16 equipos               | Liga Nacional de Fútbol 16 equipos               |
| 3°    | 3°    | Liga de Fútbol de Bohemia - BFL 18 equipos      | Liga de Fútbol de Bohemia - BFL 18 equipos      | Liga de Fútbol de Bohemia - BFL 18 equipos      | Liga de Fútbol de Bohemia - BFL 18 equipos      | Liga de Fútbol de Bohemia - BFL 18 equipos      | Liga de Fútbol de Bohemia - BFL 18 equipos      | Liga de Fútbol Moravio-Silesia - MSFL 16 equipos | Liga de Fútbol Moravio-Silesia - MSFL 16 equipos | Liga de Fútbol Moravio-Silesia - MSFL 16 equipos | Liga de Fútbol Moravio-Silesia - MSFL 16 equipos | Liga de Fútbol Moravio-Silesia - MSFL 16 equipos | Liga de Fútbol Moravio-Silesia - MSFL 16 equipos | Liga de Fútbol Moravio-Silesia - MSFL 16 equipos | Liga de Fútbol Moravio-Silesia - MSFL 16 equipos | Liga de Fútbol Moravio-Silesia - MSFL 16 equipos | Liga de Fútbol Moravio-Silesia - MSFL 16 equipos | Liga de Fútbol Moravio-Silesia - MSFL 16 equipos | Liga de Fútbol Moravio-Silesia - MSFL 16 equipos |
| 4°    | 4°    | 4. Liga División A 16 equipos                   | 4. Liga División A 16 equipos                   | 4. Liga División B 16 equipos                   | 4. Liga División B 16 equipos                   | 4. Liga División C 16 equipos                   | 4. Liga División C 16 equipos                   | 4. Liga División D 16 equipos                    | 4. Liga División D 16 equipos                    | 4. Liga División E 16 equipos                    | 4. Liga División E 16 equipos                    |                                                  |                                                  |                                                  |                                                  |                                                  |                                                  |                                                  |                                                  |